# Spermodea lamellata
Spermodea lamellata е вид охлюв от семейство Valloniidae. Видът е почти застрашен от изчезване.

## Разпространение и местообитание
Разпространен е във Великобритания (Северна Ирландия), Германия, Дания, Ирландия, Испания, Латвия, Нидерландия, Норвегия, Полша, Португалия, Русия (Калининград) и Швеция.
Обитава гористи местности, пустинни области, планини, възвишения и плантации.

## Описание
Популацията на вида е намаляваща.